# 카롤린카

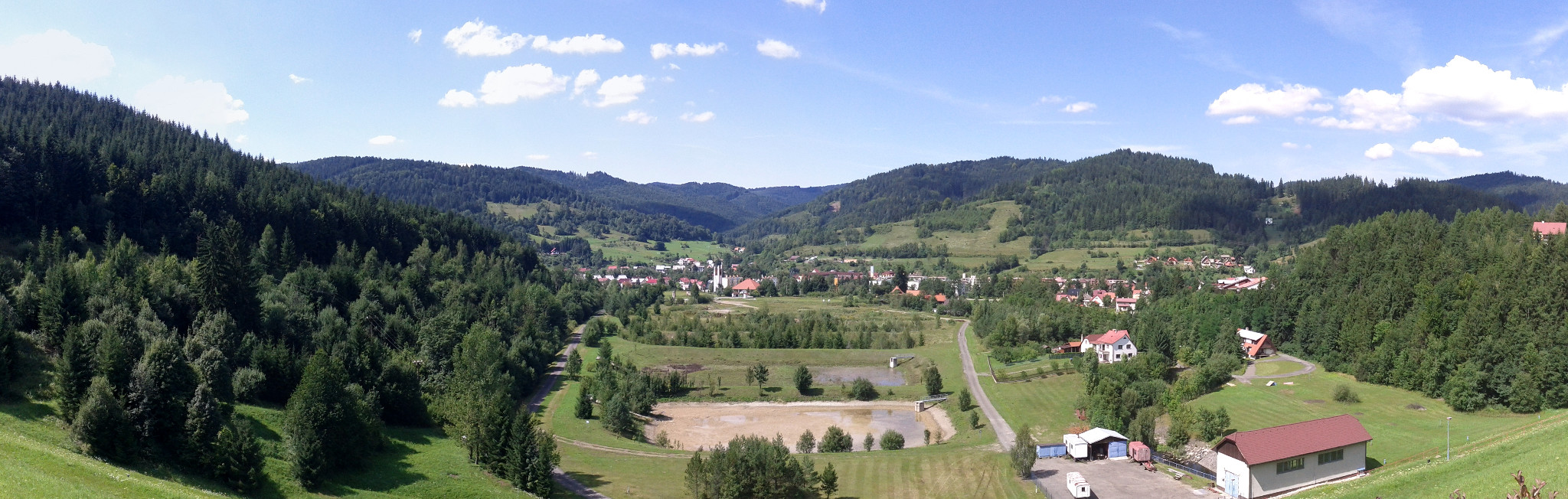
카롤린카

카롤린카(체코어: Karolinka, 독일어: Charlottenhütte 샤를로텐휘테[*])은 체코 즐린 주에 위치한 도시로 면적은 42.14km2, 높이는 483m, 인구는 2,867명(2006년 7월 3일 기준), 인구 밀도는 68명/km2이다. 브세틴에서 동쪽으로 약 18km 정도 떨어진 곳에 위치한다.
1861년 노비흐로젠코프(Nový Hrozenkov)에 유리 공장이 설립되었으며 1949년에는 노비흐로젠코프에서 분리된 지방 자치체가 되었다. 1951년까지는 "카롤리니나후티"(Karolinina Huť)라는 이름을 사용했다. 도시 이름은 카롤린카 유리 공장의 설립자였던 살로몬 레이흐(Salomon Reich)의 계모의 이름에서 유래된 이름이다.

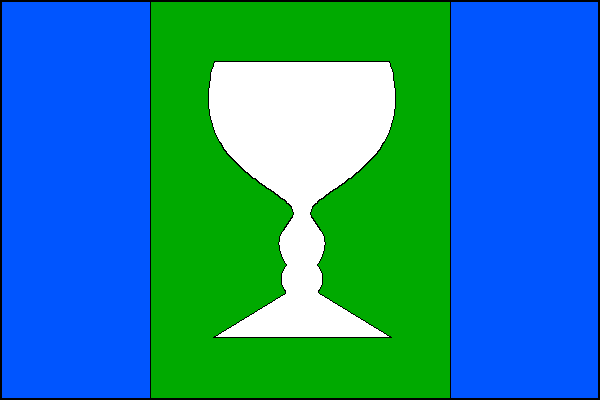
시기
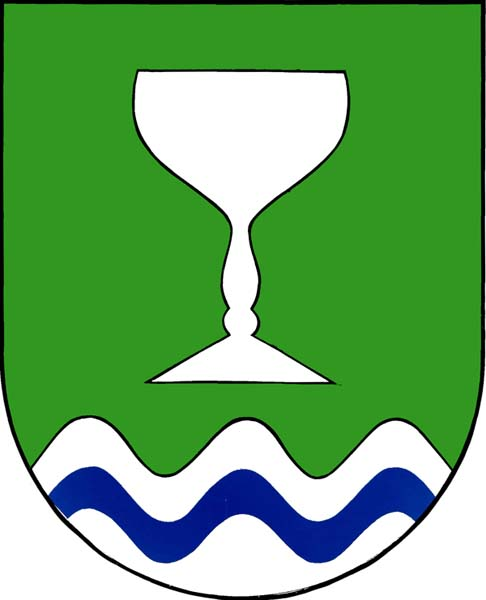
시 문장

## 인구
| 연도           | 인구  | ±%      |
| -------------- | ----- | ------- |
| 1869           | –     | —       |
| 1880           | 556   | —       |
| 1890           | 623   | +12.1%  |
| 1900           | 1,612 | +158.7% |
| 1910           | 2,024 | +25.6%  |
| 1921           | 2,039 | +0.7%   |
| 1930           | 2,113 | +3.6%   |
| 1950           | 2,136 | +1.1%   |
| 1961           | 2,488 | +16.5%  |
| 1970           | 2,652 | +6.6%   |
| 1980           | 2,862 | +7.9%   |
| 1991           | 2,959 | +3.4%   |
| 2001           | 2,894 | −2.2%   |
| 2011           | 2,680 | −7.4%   |
| 2021           | 2,458 | −8.3%   |
| 출처: Censuses |       |         |